# Liste des espèces végétales protégées, endémiques, rares et patrimoniales de Guyane
| A | Espèces ayant un statut UICN |
| B | Espèces dont les familles sont citées dans l’Arrêté du J.O. du 24 février 1995 relatif à la liste des espèces végétales sauvages pouvant faire l’objet d’une réglementation préfectorale dans les départements d’Outre-Mer. |
| C | Espèces rares en Guyane, localisées dans des habitats ou des sites menacés. |
| D | Espèces endémiques ou sub-endémiques de Guyane. Toutefois, les populations guyanaises peuvent être relativement importantes.                                                                                                |
| E | Espèces patrimoniales (plantes à valeur agronomique, sylvicole, pharmacologique, etc. particulière). |
| F | Espèces forestières rares ou très localisées, dans l’état actuel de nos connaissances. |
| G | Espèces arborescentes proposées par le C.S.M.T. (Conservation and Sustainable Management of Trees). |

## Embranchement:Spermatophyta

### Classe: DICOTYLEDONE (Magnoliopsida)

#### Famille:Acanthaceae
- Genre : Dicliptera A.L. Jussieu
  - Dicliptera granvillei Wasshausen     -     D
- Genre : Gynocraterium Bremekamp
  - Gynocraterium guianense Bremekamp     -     F
- Genre : Justicia Linnaeus
  - Justicia laevilinguis (C.G.D. Nees) Lindau     -     C

#### Famille:Anacardiaceae
- Genre : Anacardium Linnaeus
  - Anacardium amapaense J.D. Mitchell     -     D
- Genre : Tapirira Aublet
  - Tapirira bethanniana J.D. Mitchell     -     D

#### Famille:Annonaceae
- Genre : Anaxagorea Saint
  - Anaxagorea brevipedicellata Timmerman     -     D
- Genre : Annona Linnaeus
  - Annona tenuiflora Martius     -     F
- Genre : Duguetia Saint
  - Duguetia granvilleana P.J.M. Maas     -     D
- Genre : Guatteria Ruiz et Pavon
  - Guatteria citriodora Ducke     -     F
  - Guatteria microsperma R.E. Fries     -     F
- Genre : Guatteriopsis R.E. Fries
  - Guatteriopsis blepharophylla (Martius) R.E. Fries     -     F
- Genre : Oxandra A. Richard
  - Oxandra xylopioides Diels     -     F
- Genre : Xylopia Linnaeus
  - Xylopia excellens R.E. Fries     -     F
  - Xylopia parviflora Spruce     -     C

#### Famille:Apocynaceae
- Genre : Aspidosperma Martius et Zuccarini
  - Aspidosperma helstonei Van Donselaar     -     D
  - Aspidosperma macrophyllum J. Mﾁller Argoviensis     -     D
    - subsp. morii L. Allorge
- Genre : Bonafousia A.L. De Candolle
  - Bonafousia angulata (Martius ex Mﾁller Argoviensis) Boite     -     D
  - Bonafousia macrocalyx ( Mﾁller Argoviensis) Boiteau et L.     -     D
  - Bonafousia morettii L. Allorge     -     D
- Genre : Forsteronia G.F.W. Meyer
  - Forsteronia gracilis (Bentham) J. Mﾁller Argoviensis     -     F
  - Forsteronia umbellata (Aublet) R.E. Woodson     -     F
- Genre : Himatanthus C.L. Willdenow ex Schultes
  - Himatanthus drasticus (Martius) Plumel     -     C
  - Himatanthus fallax (J. Mﾁller Argoviensis) Plumel     -     C
  - Himatanthus sucuuba (Spruce ex Mﾁll. Arg.) R.E. W     -     F
- Genre : Macropharynx Rusby
  - Macropharynx spectabilis (Stadelmeyer) R.E. Woodson     -     F
- Genre : Malouetia A.L. De Candolle
  - Malouetia tamaquarina (Aublet) A.L. De Candolle     -     C
- Genre : Odontadenia Bentham
  - Odontadenia sandwithiana R.E. Woodson     -     F
- Genre : Prestonia R. Brown
  - Prestonia annularis (Linnaeus f.) G. Don     -     F
  - Prestonia cayennensis (A.L. De Candolle) Pichon     -     C
- Genre : Rhabdadenia J. Mﾁller Argoviensis
  - Rhabdadenia macrostoma (Bentham) J. Mﾁller Argoviensis     -     C
- Genre : Secondatia A.L. De Candolle
  - Secondatia densiflora A.L. De Candolle     -     C

#### Famille:Aristolochiaceae
- Genre : Aristolochia Linnaeus
  - Aristolochia bukuti O. Poncy     -     D
  - Aristolochia cremersii O. Poncy     -     D
  - Aristolochia flava O. Poncy     -     D
  - Aristolochia guianensis O. Poncy     -     D
  - Aristolochia paramaribensis P.E.S. Duchartre     -     C
  - Aristolochia surinamensis C.L. Willdenow     -     F
  - Aristolochia weddellii P.E.S. Duchartre     -     F
    - var. rondoniana F.C. Hoehne

#### Famille:Asclepiadaceae
- Genre : Cynanchum Linnaeus
  - Cynanchum gortsianum G. Morillo     -     D
  - Cynanchum prevostiae G. Morillo     -     D
- Genre : Marsdenia R. Brown
  - Marsdenia macrophylla (Kunth in Humb., Bonpl. et Kunth)     -     C
- Genre : Matelea Aublet
  - Matelea cayennensis G. Morillo     -     D
  - Matelea cremersii G. Morillo     -     D
  - Matelea denticulata (Vellozo) Fontella et Schwarz     -     C
  - Matelea gracieae G. Morillo     -     D
  - Matelea grenandii G. Morillo     -     D
  - Matelea oldemanii G. Morillo     -     D
  - Matelea sastrei G. Morillo     -     D
- Genre : Metalepis A.H.R. Grisebach
  - Metalepis albiflora Urban     -     F
  - Metalepis prevostiae G. Morillo     -     D

#### Famille:Asteraceae
- Genre : Elaphandra Strother
  - Elaphandra moriana Pruski     -     D
- Genre : Erechtites Rafinesque
  - Erechtites valerianaefolia (Wolf) Link ex Sprengel     -     C
- Genre : Ichtyothere Martius
  - Ichtyothere granvillei H. Robinson     -     D
- Genre : Lepidaploa (Cassini) Cassini
  - Lepidaploa remotiflora (L.C.M. Richard) H. Robinson     -     C
- Genre : Mikania C.L. Willdenow
  - Mikania psilostachya A.P. De Candolle     -     F
- Genre : Stifftia Mikan
  - Stifftia cayennensis H. Robinson et Kahn     -     D
- Genre : Xiphochaeta Poeppig
  - Xiphochaeta aquatica Poeppig et Endlicher     -     F

#### Famille:Bignoniaceae
- Genre : Adenocalymna Martius in Meisner
  - Adenocalymna impressum (Rusby) Sandwith     -     F
  - Adenocalymna prancei A.H. Gentry     -     F
  - Adenocalymna saulense A.H. Gentry     -     D
- Genre : Amphilophium Kunth
  - Amphilophium paniculatum (L.) Kunth in Humboldt, Bonpl     -     F
    - var. imatacense A.H. Gentry
- Genre : Anemopaegma Martius ex Meisner
  - Anemopaegma granvillei A.H. Gentry     -     D
  - Anemopaegma ionanthum A.H. Gentry     -     D
  - Anemopaegma longidens A.P. De Candolle     -     F
  - Anemopaegma parkeri Sprague     -     F
  - Anemopaegma robustum Bureau et K. Schumann     -     F
- Genre : Arrabidaea A.P. De Candolle
  - Arrabidaea corallina (N.J. Jacquin) Sandwith     -     C
- Genre : Cydista Miers
  - Cydista lilacina A.H. Gentry     -     F
- Genre : Distictella O. Kuntze
  - Distictella cremersii A.H. Gentry     -     D
- Genre : Memora Miers
  - Memora tanaeciicarpa A.H. Gentry     -     F
- Genre : Schlegelia Miquel
  - Schlegelia macrophylla Ducke     -     F
  - Schlegelia parviflora (A.S. Oersted) Monachino     -     F
- Genre : Tabebuia Gomes ex A.P. De Candolle
  - Tabebuia impetiginosa (Mart. ex A.P. De Candolle) Standl     -     F
- Genre : Tanaecium O.P. Swartz
  - Tanaecium jaroba O.P. Swartz     -     F
- Genre : Tynanthus Miers
  - Tynanthus sastrei A.H. Gentry     -     D

#### Famille:Bombacaceae
- Genre : Pachira Aublet
  - Pachira dolichocalyx A. Robyns     -     D

#### Famille:Boraginaceae
- Genre : Cordia Linnaeus
  - Cordia laevifrons I.M. Johnston     -     C
- Genre : Tournefortia Linnaeus
  - Tournefortia paniculata Chamisso     -     F

#### Famille:Burseraceae
- Genre : Protium J. Burman
  - Protium altsonii Sandwith     -     C
  - Protium divaricatum Engler     -     D
    - var. fumarium Daly

  - Protium fimbriatum Swart     -     F
  - Protium strumosum Daly     -     C

#### Famille:Cactaceae
- Genre : Cereus P. Miller
  - Cereus hexagonus (Linnaeus) P. Miller     -     B

#### Famille:Caesalpiniaceae
- Genre : Bauhinia Linnaeus
  - Bauhinia longicuspis Bentham     -     F
- Genre : Bocoa Aublet
  - Bocoa prouacensis Aublet     -     E
  - Bocoa viridiflora (Ducke) R.S. Cowan     -     E
- Genre : Chamaecrista (Linnaeus) Moensch
  - Chamaecrista fagonioides (J. Vogel) Irwin et R.C. Barneby     -     C
- Genre : Crudia Schreber
  - Crudia pubescens Spruce ex Bentham     -     C
- Genre : Dicorynia Bentham
  - Dicorynia paraensis Bentham     -     C
- Genre : Eperua Aublet
  - Eperua jenmanii Oliver     -     C
    - subsp. jenmanii
- Genre : Senna P. Miller
  - Senna bacillaris (Linnaeus f.) Irwin et R.C. Barneby     -     F
    - var. bacillaris
- Genre : Swartzia Schreber
  - Swartzia bannia Sandwith     -     C
  - Swartzia leblondii R.S. Cowan     -     D
  - Swartzia panacoco (Aublet) R.S. Cowan     -     D
    - var. panacoco
    - var. sagotii (Sandwith) R.S. Cowan
- Genre : Tachigali Aublet
  - Tachigali bracteolata Dwyer     -     F
- Genre : Vouacapoua Aublet
  - Vouacapoua americana Aublet     -     G

#### Famille:Campanulaceae
- Genre : Lobelia Linnaeus
  - Lobelia aquatica Chamisso     -     C

#### Famille:Capparaceae
- Genre : Cleome Linnaeus
  - Cleome latifolia M. Vahl ex A.P. De Candolle     -     F

#### Famille:Caryocaraceae
- Genre : Caryocar Linnaeus
  - Caryocar villosum (Aublet) Persoon     -     C

#### Famille:Cecropiaceae
- Genre : Cecropia P. Loefling
  - Cecropia distachya Huber     -     F
  - Cecropia granvilleana C.C. Berg     -     D
- Genre : Coussapoa Aublet
  - Coussapoa ferruginea Tr,cul     -     D
  - Coussapoa microcephala Tr,cul     -     F
- Genre : Pourouma Aublet
  - Pourouma saﾁlensis C.C. Berg et F. Kooy     -     D

#### Famille:Chrysobalanaceae
- Genre : Acioa Aublet
  - Acioa guianensis Aublet     -     D
- Genre : Couepia Aublet
  - Couepia canomensis (Martius) Bentham ex J.D. Hooker     -     F
- Genre : Exellodendron G.T. Prance
  - Exellodendron barbatum (Ducke) G.T. Prance     -     F
- Genre : Hirtella Linnaeus
  - Hirtella angustissima Sandwith     -     F
- Genre : Licania Aublet
  - Licania albiflora Fanshawe et Maguire     -     F
  - Licania cyathodes R. Benoist     -     D
  - Licania pruinosa R. Benoist     -     F
  - Licania reticulata G.T. Prance     -     F
  - Licania silvae G.T. Prance     -     F

#### Famille:Clusiaceae
- Genre : Rheedia Linnaeus
  - Rheedia madruno (Kunth in Humb., Bonpl. et Kunth) Planc     -     F

#### Famille:Combretaceae
- Genre : Buchenavia A.W. Eichler
  - Buchenavia nitidissima (L.C.M. Richard) Alwan et Stace     -     D
  - Buchenavia viridiflora Ducke     -     F
- Genre : Combretum Loefling
  - Combretum rohrii Exell     -     C

#### Famille:Connaraceae
- Genre : Rourea Aublet
  - Rourea frutescens Aublet     -     C

#### Famille:Convolvulaceae
- Genre : Dicranostyles Bentham
  - Dicranostyles integra Ducke     -     F
- Genre : Ipomoea Linnaeus
  - Ipomoea imperati (M. Vahl) A.H.R. Grisebach     -     C
  - Ipomoea leprieurii D.F. Austin     -     C
- Genre : Maripa Aublet
  - Maripa paniculata Barbosa Rodrigues     -     F

#### Famille:Cucurbitaceae
- Genre : Cayaponia Silva Manso
  - Cayaponia coriacea Cogniaux in Martius     -     C
- Genre : Ceratosanthes Adanson
  - Ceratosanthes palmata (Linnaeus) Urban in Fedde     -     C
- Genre : Gurania (Schlechtendal) Cogniaux
  - Gurania parviflora Cogniaux     -     B
  - Gurania robusta Suessenguth     -     C

#### Famille:Dilleniaceae
- Genre : Davilla Vandelli
  - Davilla nitida (M. Vahl) Kubitzki     -     C
- Genre : Doliocarpus Rolander
  - Doliocarpus sagotianus Kubitzki     -     F

#### Famille:Droseraceae
- Genre : Drosera Linnaeus
  - Drosera cayennensis Sagot ex Diels in Engler     -     C

#### Famille:Ebenaceae
- Genre : Diospyros Linnaeus
  - Diospyros tetrandra Hiern     -     C

#### Famille:Erythroxylaceae
- Genre : Erythroxylum P. Browne
  - Erythroxylum roraimae J.F. Klotzsch ex O.E. Schulz     -     F
  - Erythroxylum suberosum Saint-Hilaire      -     C

#### Famille:Euphorbiaceae
- Genre : Adenophaedra J. Mﾁller Argoviensis
  - Adenophaedra grandifolia (J.F. Klotzsch) J. Mﾁll. Argoviens     -     F
- Genre : Croton Linnaeus
  - Croton guianensis Aublet     -     C
  - Croton populifolius P. Miller     -     C
  - Croton subincanus J. Mﾁller Argoviensis     -     C
- Genre : Dalechampia Linnaeus
  - Dalechampia brevicolumna W.S. Armbruster     -     D
  - Dalechampia fragrans W.S. Armbruster     -     F
- Genre : Dodecastigma Ducke
  - Dodecastigma integrifolium (Lanjouw) Lanj. et Sandwith     -     F
- Genre : Hevea Aublet
  - Hevea guianensis Aublet     -     E
- Genre : Manihot P. Miller
  - Manihot brachyloba J. Mﾁller Argoviensis     -     E
  - Manihot quinquepartita Huber ex Rogers et Appan     -     E
  - Manihot surinamensis Rogers et Appan     -     E
  - Manihot tristis J. Mﾁller Argoviensis     -     E
- Genre : Plukenetia Linnaeus
  - Plukenetia supraglandulosa L.J. Gillespie     -     F
- Genre : Siphonia L.C.M. Richard ex Schreber
  - Siphonia pauciflora Bentham     -     C

#### Famille:Fabaceae
- Genre : Acosmium Schott
  - Acosmium nitens (J. Vogel) Yakovlev     -     F
- Genre : Aeschynomene Linnaeus
  - Aeschynomene fluminensis Vellozo     -     C
  - Aeschynomene pratensis Small     -     C
    - var. caribaea Rudd
- Genre : Alexa Moquin
  - Alexa grandiflora Ducke     -     F
- Genre : Dalbergia Linnaeus f.
  - Dalbergia amazonica (L.A.T. Radlkofer) Ducke     -     C
- Genre : Eriosema (A.P. De Candolle) G. Don
  - Eriosema violaceum (Aublet) G. Don     -     C
- Genre : Indigofera Linnaeus
  - Indigofera microcarpa Desvaux     -     C
- Genre : Machaerium Persoon
  - Machaerium polyphyllum (Poiret) Bentham     -     F
- Genre : Ormosia Jackson
  - Ormosia costulata (Miquel) Kleinhoonte     -     F
  - Ormosia stipularis Ducke     -     F
- Genre : Sesbania Adanson
  - Sesbania exasperata Humboldt, Bonpland et Kunth     -     C
- Genre : Stylosanthes O.P. Swartz
  - Stylosanthes angustifolia J. Vogel     -     C

#### Famille:Gesneriaceae
- Genre : Besleria Linnaeus
  - Besleria laxiflora Bentham     -     B
  - Besleria maasii Wiehler     -     B
- Genre : Drymonia Martius
  - Drymonia antherocycla Leeuwenberg     -     B
  - Drymonia psilocalyx Leeuwenberg     -     D
- Genre : Episcia Martius
  - Episcia xantha Leeuwenberg     -     D
- Genre : Gloxinia L'H,ritier
  - Gloxinia purpurascens (Rusby) Wiehler     -     B
- Genre : Kohleria Regel
  - Kohleria hirsuta (Kunth) Regel     -     B
    - var. hirsuta
- Genre : Lembocarpus Leeuwenberg
  - Lembocarpus amoenus Leeuwenberg     -     B
- Genre : Nautilocalyx Linden ex Hanstein
  - Nautilocalyx pallidus (Sprague) Sprague     -     B
- Genre : Paradrymonia Hanstein
  - Paradrymonia ciliosa (Martius) Wiehler     -     B
  - Paradrymonia maculata (J.D. Hooker) Wiehler     -     B

#### Famille:Hernandiaceae
- Genre : Sparattanthelium Martius
  - Sparattanthelium guianense Sandwith     -     F

#### Famille:Hippocrateaceae
- Genre : Anthodon Ruiz et Pavon
  - Anthodon decussatum Ruiz et Pavon     -     F
- Genre : Cheiloclinium Miers
  - Cheiloclinium minutiflorum (A.C. Smith) A.C. Smith     -     F
- Genre : Peritassa Miers
  - Peritassa laevigata (Hoffmannsegg ex Link) A.C. Smith     -     F

#### Famille:Hugoniaceae
- Genre : Roucheria Planchon
  - Roucheria calophylla Planchon     -     C
  - Roucheria laxiflora Winkler     -     F

#### Famille:Humiriaceae
- Genre : Schistostemon (Urban) Cuatrecasas
  - Schistostemon sylvaticum Sabatier     -     D

#### Famille:Lauraceae
- Genre : Aiouea Aublet
  - Aiouea impressa (Meissner) Kostermans     -     G
  - Aiouea longipetiolata H. van der Werff     -     D
  - Aiouea opaca van der Werff     -     F
- Genre : Aniba Aublet
  - Aniba jenmani Mez     -     F
  - Aniba rosaeodora Ducke     -     E
- Genre : Endlicheria C.G.D. Nees
  - Endlicheria chalisea Chanderbali     -     F
- Genre : Licaria Aublet
  - Licaria vernicosa (Mez) Kostermans     -     F
- Genre : Nectandra Rolander ex Rottb"ll
  - Nectandra hihua (Ruiz et Pavon) Rohwer     -     F
- Genre : Ocotea Aublet
  - Ocotea cymbarum Kunth in Humboldt, Bonpland et Kunth     -     G
  - Ocotea fasciculata (C.G.D. Nees) Mez     -     F
  - Ocotea leucoxylon (O.P. Swartz) J.M.A. de Lanessan     -     F
  - Ocotea rubrinervis Mez     -     F
  - Ocotea rufovestita Ducke     -     F
- Genre : Rhodostemonodaphne Rohwer
  - Rhodostemonodaphne elephantopus Madrinan     -     D
  - Rhodostemonodaphne leptoclada Madrinan     -     D
  - Rhodostemonodaphne revolutifolia Madrinan     -     D
  - Rhodostemonodaphne rufovirgata Madrinan     -     D
  - Rhodostemonodaphne saﾁlensis Madrinan     -     D

#### Famille:Lecythidaceae
- Genre : Bertholletia Humboldt et Bonpland

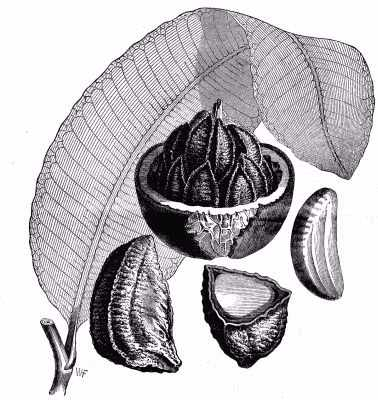
noyer d'Amazonie, Bertholletia excelsa

- - noyer d'Amazonie, Bertholletia excelsa Humboldt et Bonpland     -     G
- Genre : Corythophora R. Knuth
  - Corythophora rimosa W.A. Rodrigues     -     D
    - subsp. rubra S.A. Mori
- Genre : Couratari Aublet
  - Couratari gloriosa Sandwith     -     G
  - Couratari guianensis Aublet emend Prance     -     G
  - Couratari oligantha A.C. Smith     -     F
- Genre : Couroupita Aublet

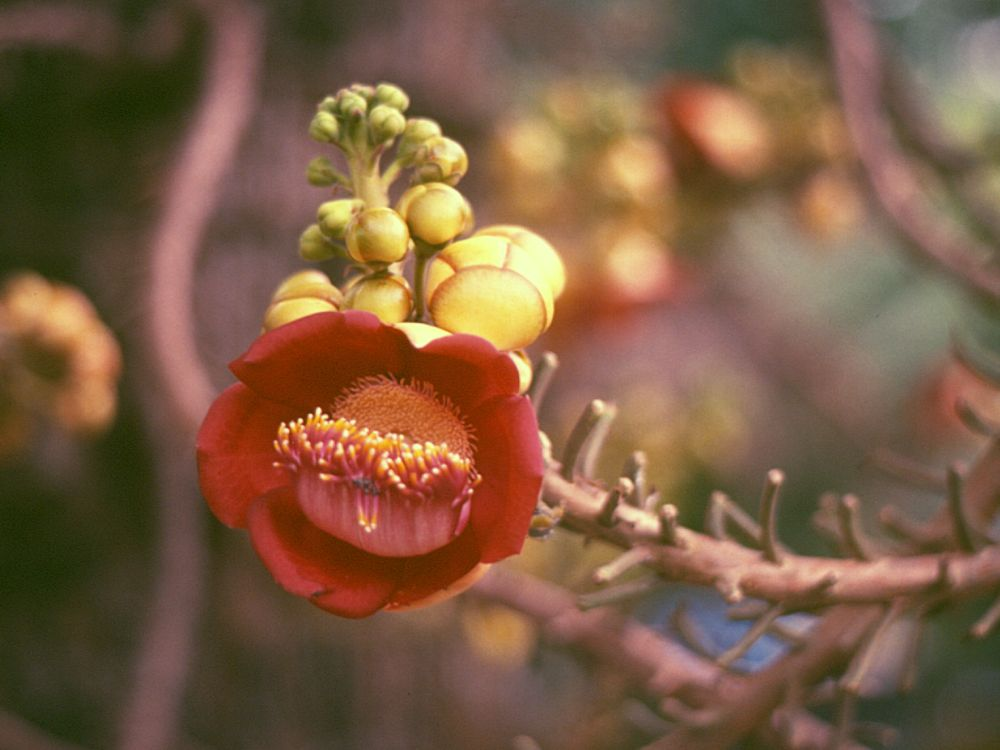
Fleurs de boulet de canon, Couroupita guianensis

- - Boulet de canon, Couroupita guianensis Aublet     -     G
- Genre : Eschweilera Martius ex A.P. De Candolle
  - Eschweilera congestiflora (R. Benoist) P.J. Eyma     -     G
  - Eschweilera piresii S.A. Mori     -     D
    - subsp. viridipetala S.A. Mori

  - Eschweilera squamata S.A. Mori     -     D
- Genre : Lecythis Loefling
  - Lecythis persistens Sagot     -     D
    - subsp. aurantiaca S.A. Mori

  - Lecythis pneumatophora S.A. Mori     -     D

#### Famille:Lentibulariaceae
- Genre : Genlisea A. Saint-Hilaire
  - Genlisea filiformis Saint-Hilaire     -     C
  - Genlisea pygmaea A. Saint-Hilaire     -     C
- Genre : Utricularia Linnaeus
  - Utricularia cucculata A. Saint-Hilaire et Girard     -     C
  - Utricularia hydrocarpa M. Vahl     -     C
  - Utricularia tenuissima Tutin     -     C
  - Utricularia viscosa Spruce ex Oliver     -     C

#### Famille:Loganiaceae
- Genre : Strychnos Linnaeus
  - Strychnos cayennensis Krukoff et R.C. Barneby     -     D
  - Strychnos jobertiana Baillon     -     F

#### Famille:Loranthaceae
- Genre : Oryctina P.E.L. van Tieghem
  - Oryctina myrsinites (A.W. Eichler) Kuijt     -     F
- Genre : Psittacanthus Martius
  - Psittacanthus lamprophyllus A.W. Eichler     -     C

#### Famille:Lythraceae
- Genre : Ammannia Linnaeus
  - Ammannia latifolia Linnaeus     -     C
- Genre : Rotala Linnaeus
  - Rotala mexicana Chamisso et Schlechtendal     -     C

#### Famille:Malpighiaceae
- Genre : Banisteriopsis Robinson
  - Banisteriopsis schwannioides (A.H.R. Grisebach) B. Gates     -     F
- Genre : Coleostachys Adr. H.L. Jussieu
  - Coleostachys genipifolia Adr. H.L. Jussieu     -     F
- Genre : Hiraea N.J. Jacquin
  - Hiraea faginea (O.P. Swartz) Niedenzu     -     C
  - Hiraea gracieana W.R. Anderson     -     D
  - Hiraea longipes W.R. Anderson     -     D
  - Hiraea morii W.R. Anderson     -     D
  - Hiraea propinqua W.R. Anderson     -     D
- Genre : Mascagnia Bentham
  - Mascagnia divaricata (Kunth in Humboldt, Bonpl. et Kunth)     -     F

#### Famille:Malvaceae
- Genre : Sida Linnaeus
  - Sida spinosa Linnaeus     -     C

#### Famille:Melastomataceae
- Genre : Acisanthera P. Browne
  - Acisanthera crassipes (Naudin) J.J. Wurdack     -     C
- Genre : Clidemia D. Don
  - Clidemia granvillei J.J. Wurdack     -     D
  - Clidemia saﾁlensis J.J. Wurdack     -     D
- Genre : Ernestia A.P. De Candolle
  - Ernestia blackii Brade et Markgraf     -     C
  - Ernestia confertiflora J.J. Wurdack     -     D
  - Ernestia granvillei J.J. Wurdack     -     D
  - Ernestia subglabra J.J. Wurdack     -     D
- Genre : Henriettella Naudin
  - Henriettella ininiensis J.J. Wurdack     -     D
- Genre : Leandra Raddi
  - Leandra cremersii J.J. Wurdack     -     D
  - Leandra micrantha J.J. Wurdack     -     D
  - Leandra paleacea J.J. Wurdack     -     D
- Genre : Loreya A.P. De Candolle
  - Loreya subrotundifolia (J.J. Wurdack) Renner     -     D
- Genre : Macrocentrum J.D. Hooker
  - Macrocentrum fruticosum Gleason     -     C
  - Macrocentrum latifolium J.J. Wurdack     -     D
- Genre : Maieta Aublet
  - Maieta poeppigii Martius ex Cogniaux     -     F
- Genre : Miconia Ruiz et Pavon
  - Miconia francaevillana Cogniaux     -     C
  - Miconia melinonis Naudin     -     C
  - Miconia oldemanii J.J. Wurdack     -     D
  - Miconia phaeophylla Triana     -     F
  - Miconia sastrei J.J. Wurdack     -     D
- Genre : Mouriri Aublet
  - Mouriri francavillana Cogniaux     -     G
  - Mouriri subumbellata Triana     -     G
  - Mouriri viridicostata Morley     -     D
- Genre : Ossaea A.P. De Candolle
  - Ossaea coarctiflora J.J. Wurdack     -     E
- Genre : Votomita Aublet
  - Votomita guianensis Aublet     -     G

#### Famille:Meliaceae
- Genre : Guarea Allamand ex Linnaeus
  - Guarea michel-moddei T.D. Pennington et S.A. Mori     -     D

#### Famille:Menispermaceae
- Genre : Abuta Aublet
  - Abuta obovata Diels     -     C
- Genre : Cissampelos Linnaeus
  - Cissampelos andromorpha De Candolle     -     C
- Genre : Disciphania A.W. Eichler
  - Disciphania moriorum R.C. Barneby     -     D
  - Disciphania unilateralis R.C. Barneby     -     D
- Genre : Elephantomene R.C. Barneby et Krukoff
  - Elephantomene eburnea R.C. Barneby et Krukoff     -     D
- Genre : Orthomene R.C. Barneby et Krukoff
  - Orthomene prancei R.C. Barneby et Krukoff     -     F

#### Famille:Mimosaceae
- Genre : Abarema Pittier
  - Abarema curvicarpa (Irwin) R.C. Barneby et J.W. Grimes     -     G
    - var. curvicarpa

  - Abarema gallorum R.C. Barneby et J.W. Grimes     -     G
- Genre : Albizia Durazzini
  - Albizia niopoides (Spruce ex Bentham) Burkart     -     F
    - var. niopoides
- Genre : Calliandra Bentham in Hooker
  - Calliandra hymenaeoides (Persoon) Bentham     -     C
- Genre : Dinizia Ducke
  - Dinizia excelsa Ducke     -     F
- Genre : Enterolobium Martius
  - Enterolobium oldemanii R.C. Barneby et J.W. Grimes     -     G
- Genre : Inga P. Miller
  - Inga alata R. Benoist     -     D
  - Inga fanchoniana O. Poncy     -     D
  - Inga melinonis Sagot     -     D
  - Inga mitaraka O. Poncy     -     D
  - Inga nubium O. Poncy     -     D
  - Inga retinocarpa O. Poncy     -     D
  - Inga tubaeformis R. Benoist     -     D
- Genre : Macrosamanea Britton et Killip
  - Macrosamanea kegelii (Meisner) Kleinhoonte in Pulle     -     G
- Genre : Mimosa Linnaeus
  - Mimosa microcephala Humboldt et Bonpl. ex C.L. Willd.     -     C
    - var. cataractae (Ducke) R.C. Barneby

  - Mimosa schomburgkii Bentham     -     F
  - Mimosa schrankioides Bentham     -     D
    - var. sagotiana (Bentham) R.C. Barneby
- Genre : Neptunia Loureiro
  - Neptunia natans (Linnaeus f.) Druce     -     C
- Genre : Stryphnodendron Martius
  - Stryphnodendron moricolor R.C. Barneby et J.W. Grimes     -     D

#### Famille:Moraceae
- Genre : Brosimum O.P. Swartz
  - Brosimum guianense (Aublet) Huber     -     E
  - Brosimum rubescens Taubert     -     E
- Genre : Dorstenia Linnaeus
  - Dorstenia brasiliensis Lamarck     -     F
- Genre : Ficus Linnaeus
  - Ficus cremersii C.C. Berg     -     D
  - Ficus prinoides Humboldt et Bonpland ex C.L. Willdenow     -     F
- Genre : Helicostylis Tr,cul
  - Helicostylis tomentosa (Poeppig et Endlicher) Rusby     -     G
- Genre : Sorocea Saint
  - Sorocea muriculata Miquel     -     F
    - subsp. uaupensis (Baillon) C.C. Berg

#### Famille:Myristicaceae
- Genre : Virola Aublet
  - Virola kwatae D. Sabatier     -     D

#### Famille:Myrsinaceae
- Genre : Cybianthus Martius
  - Cybianthus surinamensis (Sprengel f.) Agostini     -     F

#### Famille:Myrtaceae
- Genre : Eugenia Linnaeus
  - Eugenia cowanii McVaugh     -     C
  - Eugenia cucullata Amshoff     -     F
- Genre : Marlierea J. CambessSdes
  - Marlierea umbraticola (Kunth in Humb., Bonpl. et Kunth)     -     F
- Genre : Myrcia A.P. De Candolle ex Guillemin
  - Myrcia amazonica A.P. De Candolle     -     C
  - Myrcia quitarensis (Bentham) Sagot     -     F
  - Myrcia servata McVaugh     -     C

#### Famille:Nyctaginaceae
- Genre : Neea Ruiz et Pavon
  - Neea constricta Spruce ex J.A. Schmidt     -     F
  - Neea spruceana Heimerl     -     F

#### Famille:Ochnaceae
- Genre : Ouratea Aublet
  - Ouratea cardiosperma (Lamarck) Engler     -     C
  - Ouratea engleri P.E.L. van Tieghem     -     F
  - Ouratea francinae C. Sastre     -     D
  - Ouratea occultinervis C. Sastre     -     D
  - Ouratea verruculosa Engler     -     F
- Genre : Sauvagesia Linnaeus
  - Sauvagesia aliciae C. Sastre     -     D
    - subsp. aratayensis C. Sastre

  - Sauvagesia ramosissima Spruce ex A.W. Eichler     -     C

#### Famille:Olacaceae
- Genre : Heisteria N.J. Jacquin
  - Heisteria barbata Cuatrecasas     -     C

#### Famille:Oxalidaceae
- Genre : Oxalis Linnaeus
  - Oxalis juruensis Diels     -     C

#### Famille:Passifloraceae
- Genre : Dilkea Masters
  - Dilkea wallisii Masters     -     C
- Genre : Passiflora Linnaeus
  - Passiflora crenata C. Feuillet et G. Cremers     -     D
  - Passiflora fanchonae C. Feuillet     -     D
  - Passiflora foetida Linnaeus     -     C
    - var. moritziana (Planchon) Killip

  - Passiflora nitida Kunth in Humboldt, Bonpland et Kunth     -     C
  - Passiflora plumosa C. Feuillet et G. Cremers     -     D
  - Passiflora rufostipulata C. Feuillet     -     D

#### Famille:Piperaceae
- Genre : Peperomia L.P. Ruiz et J.A. Pavon
  - Peperomia gracieana Görts-van Rijn     -     D

#### Famille:Podostemaceae
- Genre : Apinagia Tulasne
  - Apinagia longifolia (Tulasne) Van Royen     -     C
- Genre : Marathrum Humboldt et Bonpland
  - Marathrum squamosum Weddell     -     C

#### Famille:Polygalaceae
- Genre : Barnhartia Gleason
  - Barnhartia floribunda Gleason     -     F
- Genre : Polygala Linnaeus
  - Polygala leptocaulis Torrey et A. Gray     -     C
  - Polygala monticola Kunth in Humboldt, Bonpland et Kunth     -     C
    - var. monticola

  - Polygala variabilis Kunth in Humboldt, Bonpland et Kunth     -     C
- Genre : Securidaca Linnaeus
  - Securidaca paniculata L.C.M. Richard     -     F
    - var. lasiocarpa Oort

#### Famille:Proteaceae
- Genre : Roupala Aublet
  - Roupala obtusata J.F. Klotzsch     -     F

#### Famille:Quiinaceae
- Genre : Quiina Aublet
  - Quiina cruegeriana A.H.R. Grisebach     -     C

#### Famille:Rubiaceae
- Genre : Antirhea
  - Antirhea triflora J.H. Kirkbride     -     D
- Genre : Chomelia Linnaeus
  - Chomelia glabriuscula Steyermark     -     D
- Genre : Coussarea Aublet
  - Coussarea hallei Steyermark     -     D
  - Coussarea violacea Aublet     -     F
- Genre : Duroia Linnaeus f.
  - Duroia fusifera J.D. Hooker ex K. Schumann     -     C
  - Duroia longiflora Ducke     -     F
  - Duroia plicata R. Benoist     -     C
- Genre : Faramea Aublet
  - Faramea fanshawei Steyermark     -     F
  - Faramea lourteigiana Steyermark     -     D
- Genre : Geophila D. Don
  - Geophila granvillei Steyermark nom. nudum     -     D
- Genre : Guettarda Linnaeus
  - Guettarda aromatica Poeppig et Endlicher     -     F
  - Guettarda fanshawei Steyermark     -     F
- Genre : Isertia Schreber
  - Isertia longifolia (Hoffmann. ex Roemer et Schultes) Schu     -     C
- Genre : Ixora Linnaeus
  - Ixora schomburgkiana Bentham     -     C
- Genre : Manettia Mutis ex Linnaeus
  - Manettia reclinata Linnaeus     -     F
- Genre : Mitracarpus Zuccarini ex J.A. Schultes et J.H. Sch
  - Mitracarpus frigidus (C.L. Willd. ex Roemer et Schultes)     -     C
    - var. fruticosus (Standley) Steyermark
- Genre : Palicourea Aublet
  - Palicourea nigricans K. Krause     -     F
- Genre : Psychotria Linnaeus
  - Psychotria alboviridula Standley     -     F
  - Psychotria alloantha Steyermark     -     D
  - Psychotria antennaeformis Steyermark     -     D
  - Psychotria bostrychothyrsus Sandwith     -     F
  - Psychotria cypellantha Steyermark     -     D
  - Psychotria galbaoensis Steyermark     -     D
  - Psychotria granvillei Steyermark     -     D
  - Psychotria lateralis Steyermark     -     D
  - Psychotria marginata N.J. Jacquin     -     C
  - Psychotria microbracteata Steyermark     -     D
  - Psychotria perferruginea Steyermark     -     D
  - Psychotria prancei Steyermark     -     F
  - Psychotria remota Bentham     -     F
  - Psychotria saülensis Steyermark     -     D
  - Psychotria squamelligera Steyermark     -     D
  - Psychotria urceolata Steyermark     -     D
  - Psychotria viridibracteata Steyermark     -     D
- Genre : Randia Linnaeus
  - Randia asperifolia (Sandwith) Sandwith     -     F
  - Randia hebecarpa K. Schumann     -     F
- Genre : Rudgea Salisbury
  - Rudgea corniculata Bentham     -     F
  - Rudgea crassiloba (Bentham) B.L. Robinson     -     C
  - Rudgea oldemanii Steyermark     -     D
  - Rudgea quadrifolia (Rudge) Steyermark     -     F
- Genre : Sabicea Aublet
  - Sabicea amazonensis H.F. Wernham     -     C
  - Sabicea aristeguietae Steyermark     -     F
- Genre : Sipanea Aublet
  - Sipanea ovalifolia Bremekamp     -     D
    - var. villosissima Steyermark

  - Sipanea stahelii Bremekamp     -     ?

#### Famille:Rutaceae
- Genre : Esenbeckia Kunth in Humboldt, Bonpland et Kunth
  - Esenbeckia cowanii Kaastra     -     D
- Genre : Pilocarpus M. Vahl
  - Pilocarpus racemosus M. Vahl     -     C
    - subsp. racemosus
- Genre : Raputia Aublet
  - Raputia aromatica Aublet     -     C
  - Raputia brevipedunculata J.A. Kallunki     -     C

#### Famille:Sapindaceae
- Genre : Allophylus Linnaeus
  - Allophylus leucoclados L.A.T. Radlkofer     -     F
- Genre : Cupania Linnaeus
  - Cupania hispida L.A.T. Radlkofer     -     C
  - Cupania lachnocarpa L.A.T. Radlkofer     -     F
- Genre : Matayba Aublet
  - Matayba adenanthera L.A.T. Radlkofer     -     F
  - Matayba laevigata (Miquel) L.A.T. Radlkofer     -     C
  - Matayba peruviana L.A.T. Radlkofer     -     F
- Genre : Paullinia Linnaeus
  - Paullinia cambessedesii Triana et Planchon     -     F
  - Paullinia curvicuspis L.A.T. Radlkofer     -     F
  - Paullinia pachycarpa Bentham     -     F
  - Paullinia venosa L.A.T. Radlkofer     -     F
- Genre : Pseudima L.A.T. Radlkofer
  - Pseudima pallidum L.A.T. Radlkofer     -     F
- Genre : Serjania P. Miller
  - Serjania oblongifolia L.A.T. Radlkofer     -     F
  - Serjania setulosa L.A.T. Radlkofer     -     F
- Genre : Talisia Aublet
  - Talisia nervosa L.A.T. Radlkofer     -     F

#### Famille:Sapotaceae
- Genre : Chrysophyllum Linnaeus
  - Chrysophyllum sparsiflorum J.F. Klotzsch ex Miquel     -     C
- Genre : Diploon Cronquist
  - Diploon cuspidatum (F.C. Hoehne) Cronquist     -     F
- Genre : Micropholis (A.H.R. Grisebach) Pierre
  - Micropholis cayennensis T.D. Pennington     -     G
  - Micropholis sanctae-rosae (Baehni) T.D. Pennington     -     F
- Genre : Pouteria Aublet
  - Pouteria benai (Aubr,ville et Pellegrin) T.D. Pennington     -     G
  - Pouteria brachyandra (Aubrév. & Pellegrin) T.D. Penning.     -     G
  - Pouteria cayennensis (A.L. De Candolle) P.J. Eyma     -     G
  - Pouteria grandis P.J. Eyma     -     G
  - Pouteria melanopoda P.J. Eyma     -     G
  - Pouteria retinervis T.D. Pennington     -     G
  - Pouteria rodriguesiana Pires et T.D. Pennington     -     G
  - Pouteria sagotiana (Baillon) P.J. Eyma     -     G
  - Pouteria singularis T.D. Pennington     -     G
  - Pouteria tenuisepala Pires et T.D. Pennington     -     G
  - Pouteria virescens Baehni     -     G
  - Pouteria williamii (Aubr,ville et Pellegrin) T.D. Pennington     -     G
- Genre : Pradosia Liais
  - Pradosia cochlearia (Lecomte) T.D. Pennington     -     G
    - subsp. cochlearia

  - Pradosia huberi (Ducke) Ducke     -     G
  - Pradosia subverticillata Ducke     -     F
  - Pradosia verticillata Ducke     -     G

#### Famille:Scrophulariaceae
- Genre : Benjaminia C.F.P. Martius ex L. Benjamin
  - Benjaminia reflexa (Bentham) D'Arcy     -     C
- Genre : Lindernia Allioni
  - Lindernia microcalyx Pennell et Stehl,     -     C

#### Famille:Simaroubaceae
- Genre : Simaba Aublet
  - Simaba guianensis Aublet     -     F
    - subsp. ecaudata (Cronquist) P.B. Cavalcante

  - Simaba morettii C. Feuillet     -     D

#### Famille:Solanaceae
- Genre : Browallia Linnaeus
  - Browallia americana Linnaeus     -     F
- Genre : Schwenckia Linnaeus
  - Schwenckia americana Linnaeus     -     C
  - Schwenckia grandiflora Bentham     -     F
- Genre : Solanum Linnaeus
  - Solanum endopogon (Bitter) Bohs     -     G
  - Solanum leucopogon Huber     -     F
  - Solanum morii S. Knapp     -     D

#### Famille:Sterculiaceae
- Genre : Byttneria Loefling
  - Byttneria morii L. Barnett et L.J. Dorr     -     D
- Genre : Theobroma Linnaeus

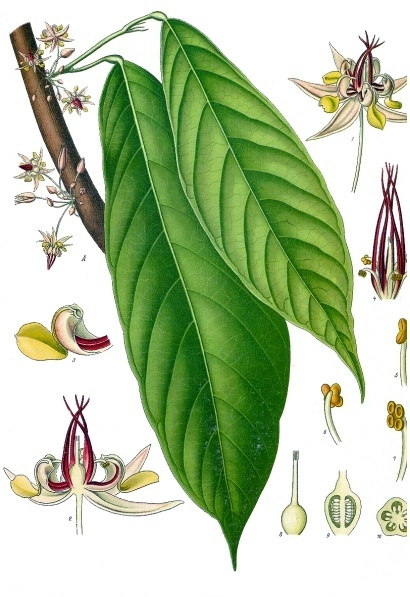
Cacao, Theobroma cacao

- - Cacao, Theobroma cacao Linnaeus     -     E
    - subsp. sphaerocarpum (Chevalier) Cuatrecasas

  - Theobroma subincanum Martius     -     E
  - Theobroma velutinum R. Benoist     -     E

#### Famille:Trigoniaceae
- Genre : Trigonia Aublet
  - Trigonia hypoleuca A.H.R. Grisebach     -     C

#### Famille:Turneraceae
- Genre : Turnera Plumier ex Linnaeus
  - Turnera rupestris Aublet     -     D
    - var. frutescens (Aublet) Urban
    - var. rupestris

#### Famille:Urticaceae
- Genre : Pilea J. Lindley emend. H.S. John
  - Pilea tabularis C.C. Berg     -     D

#### Famille:Verbenaceae
- Genre : Aegiphila N.J. Jacquin
  - Aegiphila lhotzkiana Chamisso     -     C
  - Aegiphila membranacea Turczaninow     -     D
- Genre : Cornutia Linnaeus
  - Cornutia pubescens C.F. Gaertner     -     D
- Genre : Petrea Linnaeus
  - Petrea sulphurea M.J. Jansen-Jacobs     -     D
- Genre : Stachytarpheta M. Vahl
  - Stachytarpheta angustifolia (P. Miller) M. Vahl     -     C

#### Famille:Violaceae
- Genre : Paypayrola Aublet
  - Paypayrola grandiflora Tulasne     -     F
- Genre : Rinorea Aublet
  - Rinorea bahiensis (Moricand) O. Kuntze     -     C
  - Rinorea pectino-squamata W.H.A. Hekking     -     D

#### Famille:Vitaceae
- Genre : Cissus Linnaeus
  - Cissus descoingsii J.A. Lombardi     -     D
  - Cissus duarteana J. CambessSdes     -     C
  - Cissus surinamensis Descoings     -     F

#### Famille:Vochysiaceae
- Genre : Qualea Aublet
  - Qualea amapaensis Balslev et S.A. Mori     -     F
  - Qualea mori-boomii L. Marcano-Berti     -     D
- Genre : Vochysia Aublet
  - Vochysia neyratii Normand     -     D
  - Vochysia sabatieri L. Marcano-Berti     -     D

### Classe: Monocotyledone (Liliopsida)

#### Famille:Agavaceae
- Genre : Furcraea Ventenat

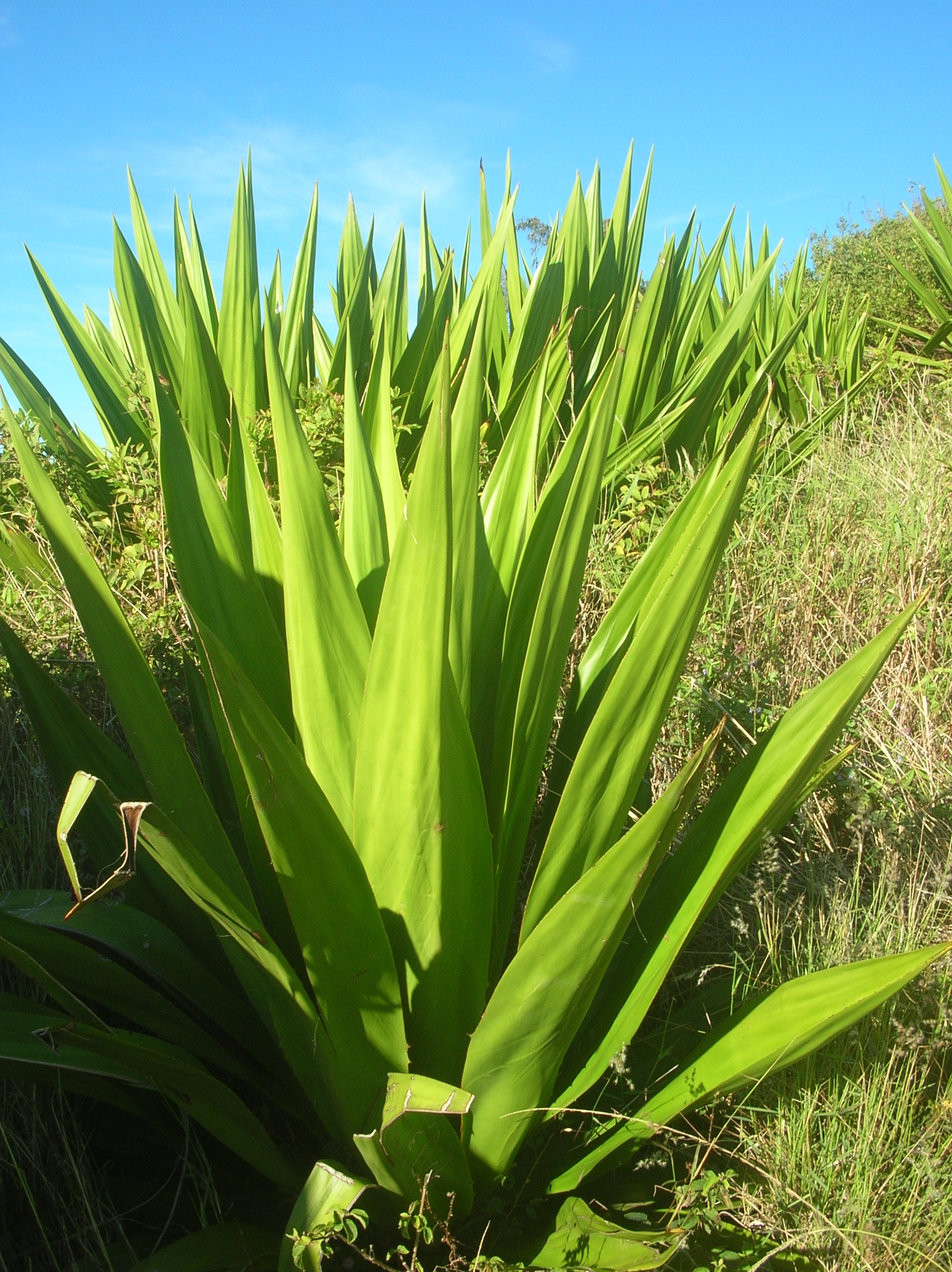
Choca vert, Furcraea foetida

- - Choca vert, Furcraea foetida (Linnaeus) Haworth     -     B

#### Famille:Alismataceae
- Genre : Echinodorus L.C.M. Richard ex G. Engelmann in A. G
  - Echinodorus macrophyllus (Kunth) Mich. in A.P. et A.C.De     -     C
    - subsp. scaber (Rataj) Haynes et Holm-Nielsen
- Genre : Sagittaria Linnaeus
  - Sagittaria guayanensis Humboldt, Bonpland et Kunth     -     C
    - subsp. guayanensis

#### Famille:Araceae
- Genre : Anthurium Schott
  - Anthurium moonenii Croat     -     B
- Genre : Caladium Ventenat
  - Caladium schomburgkii Schott     -     B
- Genre : Dieffenbachia Schott
  - Dieffenbachia duidae (Steyermark) Bunting     -     B
  - Dieffenbachia maculata (Loddiges) G. Don     -     B
- Genre : Heteropsis Kunth
  - Heteropsis spruceana Schott     -     B
  - Heteropsis tenuispadix Bunting     -     B
- Genre : Monstera Adanson
  - Monstera dilacerata (K. Koch ex H. Sello) K. Koch     -     B
- Genre : Philodendron Schott
  - Philodendron brevispathum Schott     -     B
  - Philodendron grandipes K. Krause     -     B
  - Philodendron hederaceum (N.J. Jacquin) Schott     -     B
  - Philodendron macropodum K. Krause     -     C
  - Philodendron polypodioides Jonker et Jonker     -     B
  - Philodendron riedelianum Schott     -     B
  - Philodendron wittianum Engler     -     B
- Genre : Rhodospatha Poeppig
  - Rhodospatha brachypoda Bunting     -     B

#### Famille:Arecaceae
- Genre : Asterogyne H. Wendland
  - Asterogyne guianensis J.J. de Granville et Henderson     -     B
- Genre : Astrocaryum G.F.W. Meyer
  - Astrocaryum minus Trail     -     B
  - Astrocaryum rodriguesii Trail     -     B
- Genre : Bactris N.J. Jacquin ex Scopoli
  - Bactris nancibensis J.J. de Granville spe. nov. ined.     -     D
  - Bactris pectinata Martius     -     B
- Genre : Elaeis N.J. Jacquin
  - Elaeis oleifera (Kunth in Humboldt, Bonpl. et Kunth) Cort,     -     B
- Genre : Geonoma C.L. Willdenow
  - Geonoma fusca Wessels Boer     -     C
  - Geonoma oldemanii J.J. de Granville     -     D
  - Geonoma piscicauda Dammer     -     B
- Genre : Scheelea H. Karsten
  - Scheelea camopiensis S.F. Glassman     -     D
  - Scheelea degranvillei S.F. Glassman     -     D
  - Scheelea guianensis S.F. Glassman     -     D
  - Scheelea macrolepis Burret     -     B
  - Scheelea maripensis S.F. Glassman     -     D
- Genre : Syagrus Martius
  - Syagrus stratincola Wessels Boer     -     B

#### Famille:Bromeliaceae
- Genre : Aechmea Ruiz et Pavon
  - Aechmea castelnavii Baker     -     B
  - Aechmea egleriana L.B. Smith     -     B
  - Aechmea penduliflora Andr,     -     B
  - Aechmea politii L.B. Smith     -     B
  - Aechmea setigera Martius ex J.H. Schultes     -     B
- Genre : Ananas P. Miller
  - Ananas ananassoides (Baker) L.B. Smith     -     E
  - Ananas nanus (L.B. Smith) L.B. Smith     -     E
  - Ananas parguazensis Camargo et L.B. Smith     -     E
- Genre : Araeococcus A.T. Brongniart
  - Araeococcus goeldianus L.B. Smith     -     B
- Genre : Bromelia Linnaeus
  - Bromelia agavifolia A.T. Brongniart ex Houllett     -     D
  - Bromelia granvillei L.B. Smith et E.J. Gouda     -     B
  - Bromelia tubulosa L.B. Smith     -     B
- Genre : Disteganthus Lemaire
  - Disteganthus basilateralis Lemaire     -     D
  - Disteganthus calatheoides (L.B.Smith) L.B.Smith & R.W.R     -     B
- Genre : Guzmania Ruiz et Pavon
  - Guzmania altsonii L.B. Smith     -     B
- Genre : Pitcairnia L'Heritier
  - Pitcairnia caricifolia Martius ex J.H. Schultes     -     B
    - var. caricifolia

  - Pitcairnia geyskesii L.B. Smith     -     D
  - Pitcairnia incarnata Baker     -     D
  - Pitcairnia leprieurii Baker     -     D
  - Pitcairnia patentiflora L.B. Smith     -     B
  - Pitcairnia pusilla Mez     -     D
  - Pitcairnia sastrei L.B. Smith     -     D
- Genre : Streptocalyx Beer
  - Streptocalyx poeppigii Beer     -     B
- Genre : Tillandsia Linnaeus
  - Tillandsia kegeliana Mez     -     B
  - Tillandsia paraensis Mez     -     B
- Genre : Vriesea Lindley
  - Vriesea heliconioides (Kunth) Hooker ex Walpers     -     B
    - var. heliconioides

  - Vriesea jonghei (K. Koch) E. Morren     -     B

#### Famille:Burmanniaceae
- Genre : Thismia Griffith
  - Thismia saﾁlensis P.J.M. Maas et Maas     -     D

#### Famille:Costaceae
- Genre : Costus Linnaeus
  - Costus curcumoides P.J.M. Maas     -     D

#### Famille:Cyperaceae
- Genre : Becquerelia A.T. Brongniart
  - Becquerelia tuberculata (B"ckeler) H. Pfeiffer     -     C
- Genre : Bolboschoenus (Asch.) Palla 
  - Bolboschoenus maritimus (L.) Palla (syn. Schoenoplectus maritimus  (L.) Lye     -     C
- Genre : Bulbostylis Kunth
  - Bulbostylis conifera (Kunth) C.B. Clarke     -     C
- Genre : Cyperus Linnaeus
  - Cyperus gayi (C.B. Clarke) Kﾁkenthal     -     D
- Genre : Diplacrum R. Brown
  - Diplacrum guianense (C.G.D. Nees) Koyama     -     C
- Genre : Eleocharis R. Brown
  - Eleocharis mitrata (A.H.R. Grisebach) C.B. Clarke     -     C
  - Eleocharis pachystyla (C. Wright) C.B. Clarke     -     C
  - Eleocharis plicarhachis (A.H.R. Grisebach) Svenson     -     C
  - Eleocharis sellowiana Kunth in Humboldt, Bonpl. et Kunth     -     D
    - var. homonyma (Steudel) H. Pfeiffer
- Genre : Lagenocarpus C.G.D. Nees
  - Lagenocarpus guianensis Lindley et C.G.D. Nees ex Nees     -     C
    - subsp. guianensis
- Genre : Mapania Aublet
  - Mapania assimilis T. Koyama     -     D
    - subsp. guianensis D.A. Simpson

  - Mapania paradoxa J. Raynal     -     D
- Genre : Rhynchospora M. Vahl
  - Rhynchospora cajennensis B"ckeler     -     C
  - Rhynchospora canaliculata B"ckeler     -     C
  - Rhynchospora subdicephala T. Koyama     -     D
  - Rhynchospora velutina (Kunth) B"ckeler     -     C
- Genre : Scleria P.J. Bergius
  - Scleria macrophylla C.B. Presl     -     C
  - Scleria setacea Poiret     -     C
  - Scleria violacea Pilger     -     C
- Genre : Websteria C. Wright
  - Websteria confervoides (Poiret) S. Hooper     -     C

#### Famille:Eriocaulaceae
- Genre : Eriocaulon Linnaeus
  - Eriocaulon guyanense K"rnicke     -     D
  - Eriocaulon melanocephalum Kunth     -     C
- Genre : Paepalanthus Kunth
  - Paepalanthus oyapokensis Herzog     -     C
- Genre : Syngonanthus W.O.E. Ruhland
  - Syngonanthus leprieurii (F.A. K"rnicke) W.O.E. Ruhland     -     C

#### Famille:Heliconiaceae
- Genre : Heliconia Linnaeus
  - Heliconia dasyantha Koch et Bouch,     -     D

#### Famille:Hydrocharitaceae
- Genre : Apalanthe Planchon
  - Apalanthe granatensis (Humboldt et Bonpland) Planchon     -     C

#### Famille:Marantaceae
- Genre : Calathea G.F.W. Meyer
  - Calathea dilabens L. Andersson et H. Kennedy     -     D
  - Calathea erecta L. Andersson et H. Kennedy     -     D
  - Calathea granvillei L. Andersson et H. Kennedy     -     D
  - Calathea lutea (Aublet) Schultes     -     B
  - Calathea mansonis K"rnicke     -     B
  - Calathea squarrosa L. Andersson et H. Kennedy     -     D
- Genre : Maranta Linnaeus
  - Maranta amplifolia K. Schumann     -     B
- Genre : Monotagma K. Schumann
  - Monotagma juruanum Loesener     -     B
  - Monotagma ulei K. Schumann ex Loesener     -     B
  - Monotagma vaginatum Hagberg     -     B

#### Famille:Orchidaceae
- Genre : Bollea H.G. Reichenbach
  - Bollea violacea (Lindley) H.G. Reichenbach     -     B
- Genre : Brassavola R. Brown
  - Brassavola gardneri Cogniaux     -     B
- Genre : Brassia R. Brown
  - Brassia huebneri Schlechter     -     B
- Genre : Bulbophyllum L.M.A. du Petit
  - Bulbophyllum bracteolatum Lindley     -     B
- Genre : Catasetum L.C.M. Richard ex Kunth
  - Catasetum discolor (Lindley) Lindley     -     B
- Genre : Chaubardia Reichenbach
  - Chaubardia surinamensis H.G. Reichenbach     -     B
- Genre : Cleistes L.C.M. Richard ex Lindley
  - Cleistes grandiflora (Aublet) Schlechter     -     B
- Genre : Coryanthes Hooker
  - Coryanthes macrantha (W.J. Hooker) Hooker     -     B
  - Coryanthes maculata Hooker     -     B
- Genre : Cycnoches Lindley
  - Cycnoches haagii Barbosa Rodrigues     -     B
- Genre : Cyrtopodium R. Brown
  - Cyrtopodium andersonii (Lambert) R. Brown     -     E
  - Cyrtopodium cristatum Lindley     -     B
- Genre : Degranvillea R.O. Determann
  - Degranvillea dermaptera R.O. Determann     -     D
- Genre : Dichaea Lindley
  - Dichaea hookeri Garay et Sweet     -     B
  - Dichaea kegelii H.G. Reichenbach     -     B
  - Dichaea rendlei Gleason     -     B
- Genre : Elleanthus C.B. Presl
  - Elleanthus brasiliensis (Lindley) H.G. Reichenbach     -     B
  - Elleanthus crinipes H.G. Reichenbach     -     B
- Genre : Encyclia Hooker
  - Encyclia diurna (N.J. Jacquin) Schlechter     -     B
  - Encyclia odoratissima (Lindley) Schlechter     -     B
  - Encyclia pachyantha (Lindley) F.C. Hoehne     -     B
  - Encyclia tarumana Schlechter     -     B
- Genre : Epidendrum Linnaeus
  - Epidendrum carpophorum Barbosa Rodrigues     -     B
  - Epidendrum cremersii E. Hagsater et L. Sanchez     -     D
  - Epidendrum ecostatum Pabst     -     B
  - Epidendrum longicolle Lindley     -     B
  - Epidendrum nutans O.P. Swartz     -     B
  - Epidendrum saxatile Lindley     -     F
  - Epidendrum smaragdinum Lindley     -     B
  - Epidendrum strobiloides L.A. Garay et G.C.K. Dunsterville     -     B
  - Epidendrum tridens Poeppig et Endlicher     -     B
  - Epidendrum tumuc-humaciense (Veyret) Hagsater     -     B
- Genre : Galeandra Lindley et Bauer
  - Galeandra baueri Lindley     -     B
  - Galeandra dives H.G. Reichenbach     -     B
  - Galeandra styllomisantha (Vellozo) F.C. Hoehne     -     C
- Genre : Habenaria C.L. Willdenow
  - Habenaria alterosula Snuverink et Westra     -     B
  - Habenaria amambayensis Schlechter     -     B
  - Habenaria dusenii Schlechter     -     B
  - Habenaria leprieurii H.G. Reichenbach     -     C
  - Habenaria longicauda W.J. Hooker     -     C
  - Habenaria platydactyla F.W.L. Kraenzlin     -     C
  - Habenaria pratensis (Lindley) H.G. Reichenbach     -     C
  - Habenaria repens Nuttall     -     B
  - Habenaria rodriguesii Cogniaux     -     B
  - Habenaria setacea Lindley     -     B
  - Habenaria seticauda Lindley ex Bentham     -     B
- Genre : Isochilus R. Brown
  - Isochilus linearis (N.J. Jacquin) R. Brown     -     F
- Genre : Jacquiniella Schlechter
  - Jacquiniella teretifolia (O.P. Swartz) Britton et Wilson     -     B
- Genre : Kefersteinia Mansfeld
  - Kefersteinia lafontainei K. Senghas et G. Gerlach     -     D
- Genre : Koellensteinia H.G. Reichenbach
  - Koellensteinia hyacinthoides Schlechter     -     B
- Genre : Lepanthes (Lindley) Bentham
  - Lepanthes cremersii Luer     -     D
- Genre : Ligeophila Garay
  - Ligeophila petersiana (Cogniaux) Garay     -     B
- Genre : Liparis L.C.M. Richard
  - Liparis nervosa (Thunberg) Lindley     -     B
- Genre : Macroclinium Barbosa Rodrigues
  - Macroclinium wullschlaegelianum (H. Focke) Dodson     -     B
- Genre : Malaxis Solander ex O.P. Swartz
  - Malaxis excavata (Lindley) O. Kuntze     -     B
- Genre : Maxillaria Ruiz et Pavon
  - Maxillaria acutiflora Lindley     -     B
  - Maxillaria brachybulbon Schlechter     -     B
  - Maxillaria christobalensis H.G. Reichenbach     -     B
  - Maxillaria leucaimata Barbosa Rodrigues     -     B
  - Maxillaria ramosa Ruiz et Pavon     -     B
  - Maxillaria reichenheimiana Endres et H.G. Reichenbach     -     B
- Genre : Mormodes Lindley
  - Mormodes buccinator Lindley     -     B
- Genre : Myoxanthus Luer
  - Myoxanthus parvilabius (C. Schweinfurth) Luer     -     B
- Genre : Notylia Lindley
  - Notylia angustifolia Cogniaux     -     B
  - Notylia peruviana (Schlechter) C. Schweinfurth     -     B
  - Notylia sagittifera (Kunth in Humboldt, Bonpl. et Kunth) L     -     B
  - Notylia yauaperyensis Barbosa Rodrigues     -     B
- Genre : Octomeria R. Brown
  - Octomeria apiculata (Lindley) Garay et Sweet     -     B
  - Octomeria brevifolia Cogniaux     -     B
  - Octomeria deltoglossa Garay     -     B
  - Octomeria minor C. Schweinfurth     -     B
  - Octomeria sarthouae Luer     -     B
- Genre : Oncidium O.P. Swartz
  - Oncidium cebolleta (N.J. Jacquin) O.P. Swartz     -     B
  - Oncidium lanceanum Lindley     -     B
  - Oncidium luridum Lindley     -     B
- Genre : Orleanesia Barbosa Rodrigues
  - Orleanesia amazonica Barbosa Rodrigues     -     B
- Genre : Ornithocephalus Hooker
  - Ornithocephalus ciliatus Lindley     -     B
  - Ornithocephalus kruegeri H.G. Reichenbach     -     B
- Genre : Palmorchis Barbosa Rodrigues
  - Palmorchis pabstii Veyret     -     D
  - Palmorchis prospectorum Veyret     -     D
- Genre : Phragmipedium Rolfe
  - Phragmipedium lindleyanum (Schomburgk) Rolfe     -     A
- Genre : Platythelys Garay
  - Platythelys maculata (Hooker) Garay     -     B
- Genre : Plectrophora H. Focke
  - Plectrophora cultrifolia (Barbosa Rodrigues) Cogniaux     -     B
- Genre : Pleurothallis R. Brown
  - Pleurothallis barthelemyi Luer     -     B
  - Pleurothallis breviscapa C. Schweinfurth     -     B
  - Pleurothallis ciliolata Schlechter     -     B
  - Pleurothallis corniculata (O.P. Swartz) Lindley     -     B
  - Pleurothallis floribunda (Lindley) Lindley     -     B
  - Pleurothallis glandulosa Ames     -     B
  - Pleurothallis nanifolia Foldats     -     B
  - Pleurothallis sclerophylla Lindley     -     B
  - Pleurothallis seriata Lindley     -     B
  - Pleurothallis stenocardium Schlechter     -     B
- Genre : Prescottia Lindley ex Hooker
  - Prescottia stachyodes (O.P. Swartz) Lindley     -     B
- Genre : Psychopsis Rafinesque
  - Psychopsis papilio (Lindley) H.G. Jones     -     B
- Genre : Psygmorchis Dodson et R.L. Dressler
  - Psygmorchis glossomystax (H.G. Reich.) Dodson & R.L.D     -     B
- Genre : Rudolfiella F.C. Hoehne
  - Rudolfiella aurantiaca (Lindley) F.C. Hoehne     -     B
- Genre : Scaphyglottis Poeppig et Endlicher
  - Scaphyglottis bifida (H.G. Reichenbach) C. Schweinfurth     -     B
- Genre : Scelochilus J.F. Klotzsch
  - Scelochilus ecalcaratus R.O. Determann     -     B
- Genre : Sigmatostalix H.G. Reichenbach
  - Sigmatostalix amazonica Schlechter     -     B
- Genre : Sobralia Ruiz et Pavon
  - Sobralia fragrans Lindley     -     B
  - Sobralia sessilis Lindley     -     B
  - Sobralia stenophylla Lindley     -     B
- Genre : Spiranthes L.C.M. Richard
  - Spiranthes tenuis Lindley     -     B
- Genre : Stelis O.P. Swartz
  - Stelis guianensis Rolfe     -     B
  - Stelis ophioglossoides O.P. Swartz     -     B
  - Stelis santiagoensis Mansfeld     -     B
- Genre : Trichocentrum Poeppig et Endlicher
  - Trichocentrum fuscum Lindley     -     B
- Genre : Trichosalpinx Luer
  - Trichosalpinx ciliaris (Lindley) Luer     -     B
- Genre : Triphora Nuttall
  - Triphora amazonica Schlechter     -     B
- Genre : Trisetella Luer
  - Trisetella triglochin (H.G. Reichenbach) Luer     -     F
- Genre : Uleiorchis F.C. Hoehne
  - Uleiorchis ulei (Cogniaux) Handro     -     B
- Genre : Vanilla Plumier ex P. Miller
  - Vanilla barrereana Szlachetzko et Veyret     -     B
  - Vanilla bicolor Lindley     -     B
  - Vanilla chamissonis J.F. Klotzsch     -     B
  - Vanilla grandiflora Lindley     -     B
  - Vanilla leprieurii R. PortSres     -     B
  - Vanilla mexicana P. Miller     -     F
  - Vanilla odorata C. Presl     -     B
  - Vanilla ovata Rolfe     -     B
  - Vanilla porteresiana Szlachetzko et Veyret     -     B
- Genre : Xerorchis Schlechter
  - Xerorchis trichorhiza (F.W.L. Kraenzlin) Garay     -     B
- Genre : Xylobium Lindley
  - Xylobium foveatum (Lindley) Nicholson     -     B
- Genre : Zygosepalum Reichenbach
  - Zygosepalum lindeniae (Rolfe) Garay et Dunsterville     -     B

#### Famille:Poaceae
- Genre : Arberella Soderstrom et Calderon
  - Arberella flaccida (Doell) Soderstrom et Calderon     -     F
- Genre : Axonopus Palisot de Beauvois
  - Axonopus leptostachyus (Flﾁgg,) Hitchcock     -     F
  - Axonopus oiapocencis G.A. Black     -     D
  - Axonopus passourae G.A. Black     -     D
- Genre : Eragrostis Wolf
  - Eragrostis acutiflora (Kunth in Humboldt, Bonpl. et Kunth)     -     C
- Genre : Eriochloa Kunth in Humboldt, Bonpland et Kunth
  - Eriochloa polystachya Kunth in Humboldt, Bonpl. et Kunth     -     C
- Genre : Guadua Kunth
  - Guadua macrostachya Ruprecht     -     D
- Genre : Heteropogon Persoon
  - Heteropogon melanocarpus (Elliott) Elliott ex Bentham     -     C
- Genre : Ichnanthus Palisot de Beauvois
  - Ichnanthus leiocarpus (Sprengel) Kunth     -     F
- Genre : Oryza Linnaeus
  - Oryza grandiglumis (Doell) Prodoehl     -     C
- Genre : Panicum Linnaeus
  - Panicum olyroides Kunth in Humboldt, Bonpland et Kunth     -     C
  - Panicum sciurotoides Zuloaga et Morrone     -     C
- Genre : Parodiolyra Soderstrom et Zuloaga
  - Parodiolyra lateralis (J.S. Presl ex C.G.D. Nees) Soders.     -     F
- Genre : Paspalum Stapf
  - Paspalum goeldii Swallen     -     C
  - Paspalum laxum Lamarck     -     C
  - Paspalum riparium C.G.D. Nees     -     C
- Genre : Piresia Swallen
  - Piresia macrophylla Soderstrom     -     F
- Genre : Rehia F. Fijten
  - Rehia nervata (Swallen) F. Fitjen     -     F
- Genre : Rottboellia Linnaeus f.
  - Rottboellia aurita Steudel     -     C
- Genre : Sacciolepis Nash in N.L. Britton
  - Sacciolepis angustissima (Hochst. ex Steudel) Kuhlmann     -     C
- Genre : Setaria Palisot de Beauvois
  - Setaria magna A.H.R. Grisebach     -     C
- Genre : Sorghastrum Nash in N.L. Britton
  - Sorghastrum setosum (A.H.R. Grisebach) Hitchcock     -     C
- Genre : Sporobolus R. Brown
  - Sporobolus ciliatus J.S. Presl     -     C
  - Sporobolus pyramidatus (Lamarck) Hitchcock     -     C
- Genre : Tripsacum Linnaeus
  - Tripsacum dactyloides (Linnaeus) Linnaeus     -     C

#### Famille:Pontederiaceae
- Genre : Eichhornia Kunth

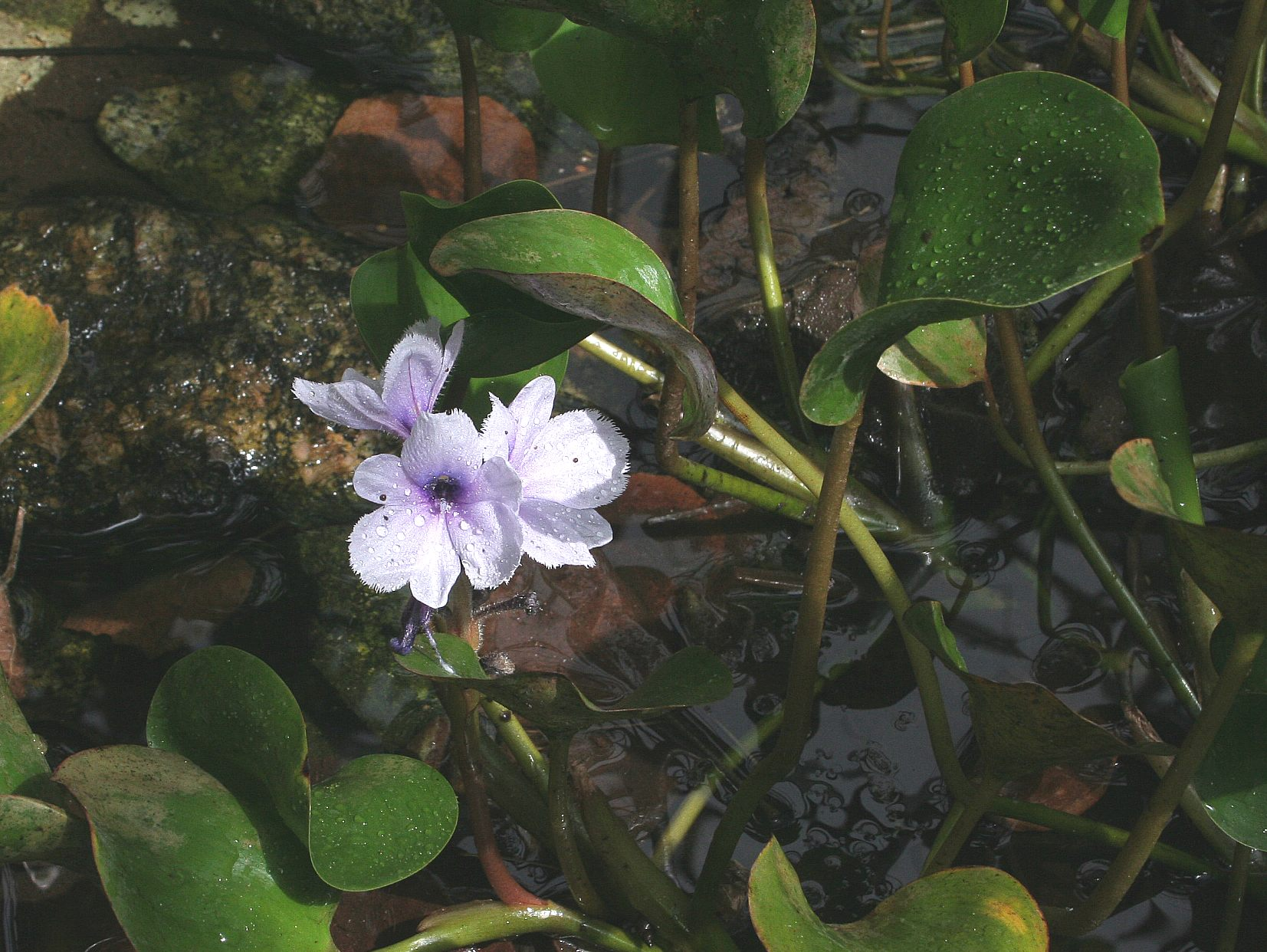
Eichhornia azurea

- - Eichhornia azurea (O.P. Swartz) Kunth     -     C

#### Famille:Rapateaceae
- Genre : Rapatea Aublet
  - Rapatea salensis S.A. Mori     -     D

#### Famille:Ruppiaceae
- Genre : Ruppia Linnaeus
  - Ruppia maritima Linnaeus     -     C

#### Famille:Smilacaceae
- Genre : Smilax Linnaeus
  - Smilax pseudosyphilitica Kunth     -     C

#### Famille:Xyridaceae
- Genre : Xyris Linnaeus
  - Xyris anceps Lamarck     -     C
  - Xyris malmeana L.B. Smith     -     C
  - Xyris spathacea Lanjouw     -     C

## Embranchement:Pteridophyta

### Famille:Aspleniaceae
- Genre : Asplenium Linnaeus
  - Asplenium formosum C.L. Willdenow     -     F
  - Asplenium riparium Liebmann     -     F
  - Asplenium rutaceum (C.L. Willdenow) Mettenius     -     F

### Famille:Blechnaceae
- Genre : Blechnum Linnaeus
  - Blechnum asplenioides O.P. Swartz     -     F

### Famille:Cyatheaceae
- Genre : Cyathea J.E. Smith
  - Cyathea lasiosora (Kuhn) Domin     -     B
  - Cyathea marginalis (J.F. Klotzsch) Domin     -     B

### Famille:Dennstaedtiaceae
- Genre : Microlepia C.B. Presl
  - Microlepia speluncae (Linnaeus) T. Moore     -     C

### Famille:Dryopteridaceae
- Genre : Cyclodium C.B. Presl
  - Cyclodium rheophilum A.R. Smith     -     D
- Genre : Diplazium O.P. Swartz
  - Diplazium brasiliense E. Rosenstock     -     F
- Genre : Lastreopsis Ching
  - Lastreopsis effusa (O.P. Swartz) Tindale     -     F
    - subsp. divergens (C.L. Willdenow ex Schkuhr) Tinda
- Genre : Tectaria Cavanilles
  - Tectaria heracleifolia (C.L. Willd.) L.M. Underwood     -     F

### Famille:Grammitidaceae
- Genre : Enterosora Baker
  - Enterosora campbellii Baker in E.F. im Thurn     -     F
    - subsp. campbellii
- Genre : Grammitis O.P. Swartz
  - Grammitis kegeliana (Kunze) Lellinger     -     F

### Famille:Isoetaceae
- Genre : Isoetes Linnaeus
  - Isoetes schinzii H.P. Fuchs     -     C

### Famille:Lomariopsidaceae
- Genre : Elaphoglossum Schott
  - Elaphoglossum longicaudatum Mickel     -     F

### Famille:Ophioglossaceae
- Genre : Ophioglossum Linnaeus
  - Ophioglossum nudicaule Linnaeus f.     -     C

### Famille:Polypodiaceae
- Genre : Campyloneurum C.B. Presl
  - Campyloneurum occultum (Christ) L.D. Gomez     -     F
- Genre : Microgramma C.B. Presl
  - Microgramma piloselloides (Linnaeus) E.B. Copeland     -     C
  - Microgramma tecta (Kaulfuss) Alston     -     F
- Genre : Polypodium Linnaeus
  - Polypodium dulce Poiret in Lamarck     -     F
  - Polypodium lasiopus J.F. Klotzsch     -     F

### Famille:Pteridaceae
- Genre : Adiantum Linnaeus
  - Adiantum oyapokense Jenman     -     D
- Genre : Ceratopteris A.T. Brongniart
  - Ceratopteris pteridoides (Hooker) Hieronymus     -     C
  - Ceratopteris thalictroides (Linnaeus) A.T. Brongniart     -     C
- Genre : Pteris Linnaeus
  - Pteris deflexa Link     -     F

### Famille:Schizaeaceae
- Genre : Anemia O.P. Swartz
  - Anemia pastinacaria Moritz ex Prantl     -     C
- Genre : Schizaea J.E. Smith
  - Schizaea incurvata Schkuhr     -     D

### Famille:Selaginellaceae
- Genre : Selaginella Palisot de Beauvois
  - Selaginella seemannii Baker     -     F

### Famille:Thelypteridaceae
- Genre : Thelypteris Schmidle
  - Thelypteris holodictya K.U. Kramer     -     D
  - Thelypteris tetragona (O.P. Swartz) Small     -     C
  - Thelypteris tristis (Kunze) R.M. Tryon     -     F